# SP-102
A SP-102 é uma rodovia radial e estadual do estado de São Paulo, administrada pelo Departamento de Estradas de Rodagem do Estado de São Paulo (DER-SP).

## Denominações
Recebe as seguintes denominações em seu trajeto:
Nome:	Francisco Ribeiro Nogueira, Prefeito, Rodovia	
- De - até:	Mogi das Cruzes - Taiaçupeba - Sertão dos Freitas
- Legislação:	LEI 9.272 DE 19/12/95

Sua denominação oficial é homenagem ao prefeito de Mogi das Cruzes entre 1993 e 1994 e que faleceu durante o mandato.

## Descrição

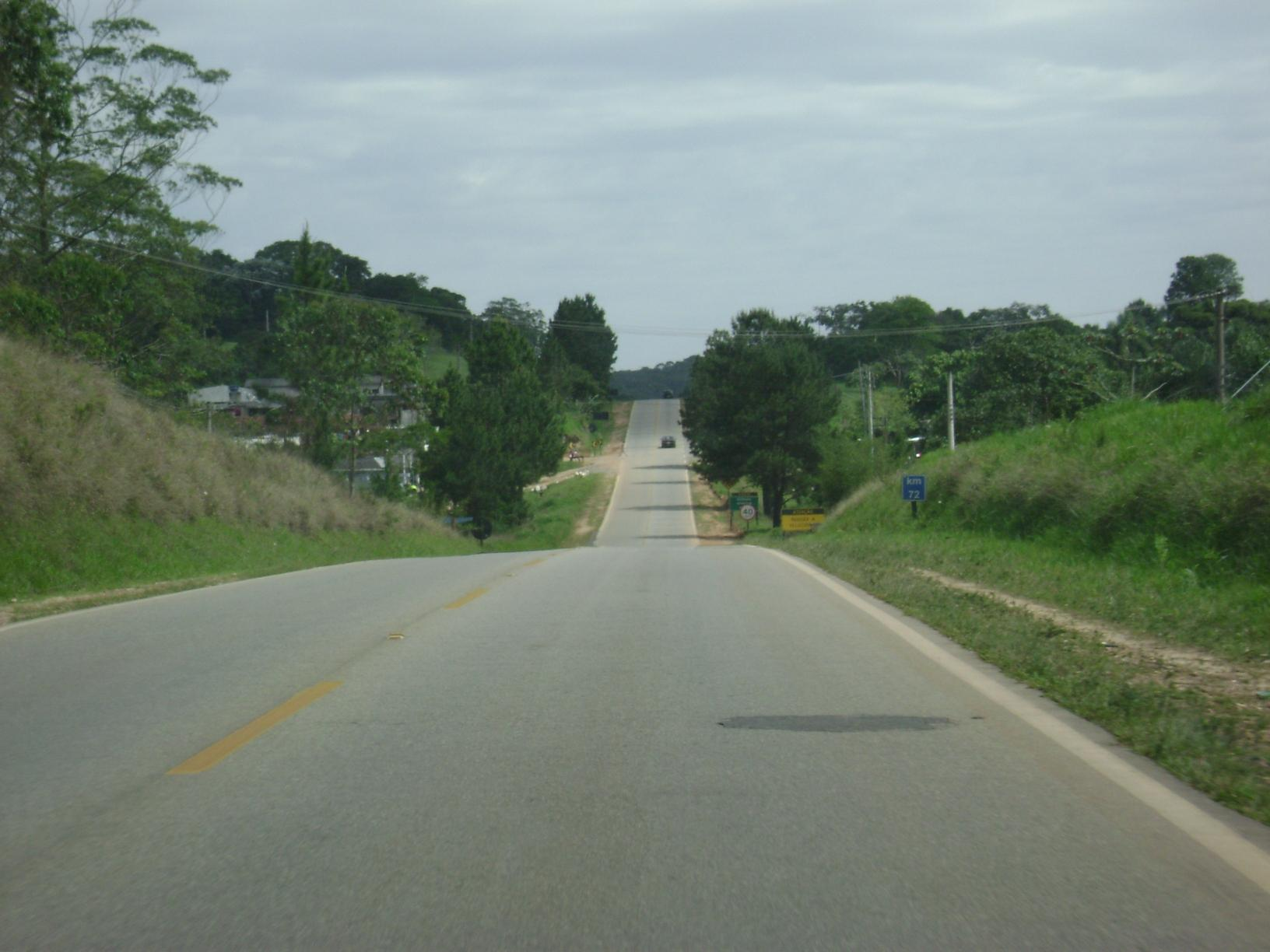
Trecho da SP-102 em Taiaçupeba.

A rodovia liga a Rodovia Mogi-Bertioga ao distrito de Taiaçupeba, sendo também conhecida como rodovia Mogi-Taiaçupeba.
Possui 23 quilômetros de extensão sendo 15 quilômetros pavimentados. Localiza-se no município de Mogi das Cruzes, está interligada com a SP-98 (Mogi-Bertioga) e possui acesso à SP-39 (Estrada das Varinhas).
Seu trajeto passa em frente à barragem do Reservatório do Rio Jundiaí (Sistema Alto Tietê); sobre o canal artificial que interliga os reservatórios do Jundiaí e Taiaçupeba; pela área urbana de Capela do Ribeirão (sede do distrito de Taiaçupeba); e sob o Aqueduto da Sabesp. Seu traçado termina defronte à Serra do Mar, próximo ao Parque das Neblinas, na divisa com o município de Bertioga.
O trecho de 15 quilômetros entre a Rodovia Mogi-Bertioga e Capela do Ribeirão foi inaugurado em 1986, com um moderno traçado, substituindo a antiga estrada municipal que foi alagada com a construção da Barragem do Rio Jundiaí.
Principais pontos de passagem: SP098 - Taiaçupeba - Sertão dos Freitas

## Características

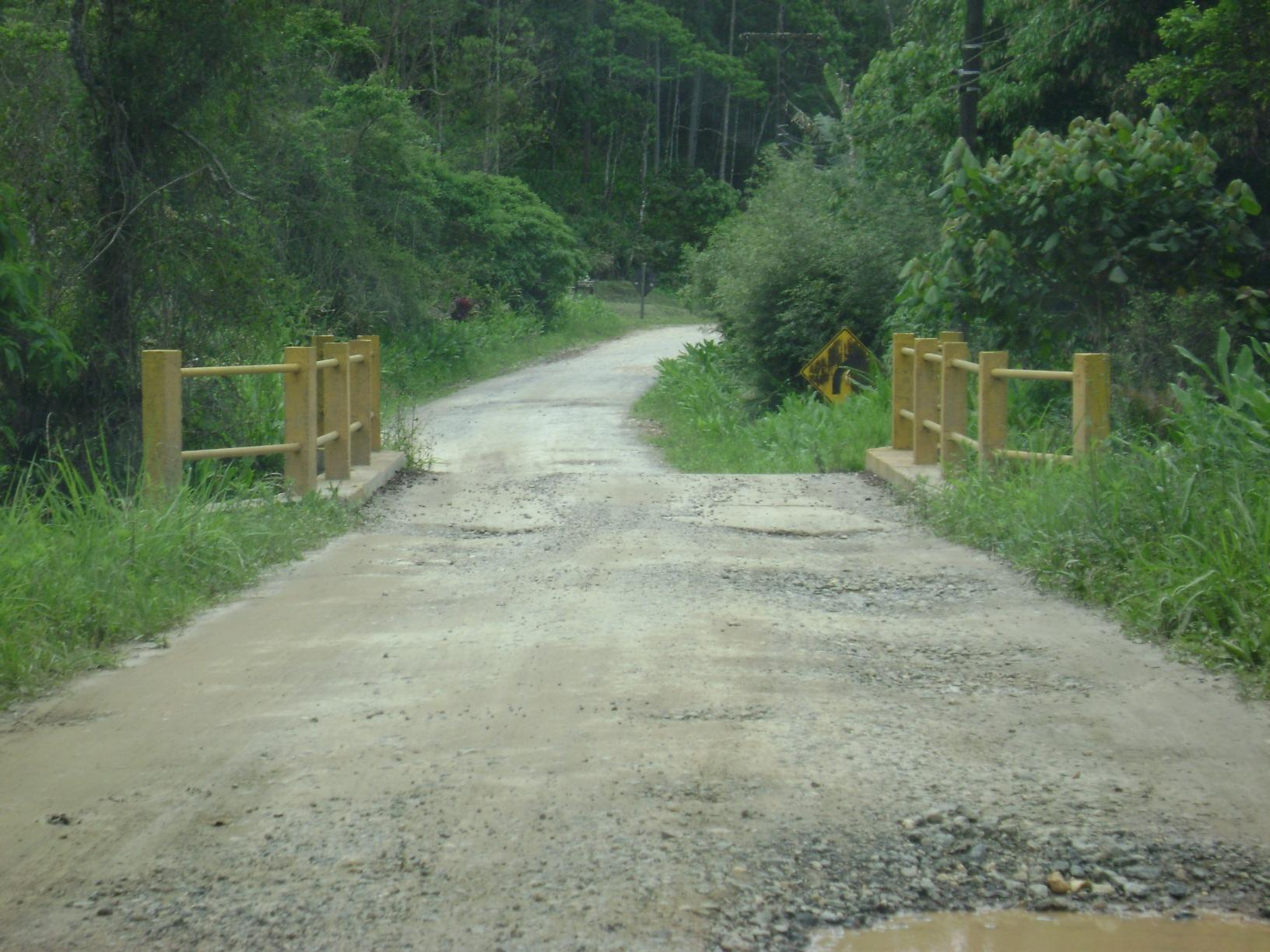
Trecho não-pavimentado da SP-102 próximo à Serra do Mar.

### Extensão
- Km Inicial: 62,900
- Km Final: 86,000

### Localidades atendidas
- Mogi das Cruzes
- Taiaçupeba